# 查尔斯·阿曼
查尔斯·阿曼（英語：Charles Aman，1887年9月25日—1936年1月9日），美国男子赛艇运动员。他曾代表美国参加1904年夏季奥林匹克运动会赛艇比赛，获得男子四人单桨无舵手银牌。